# 로버트 리드

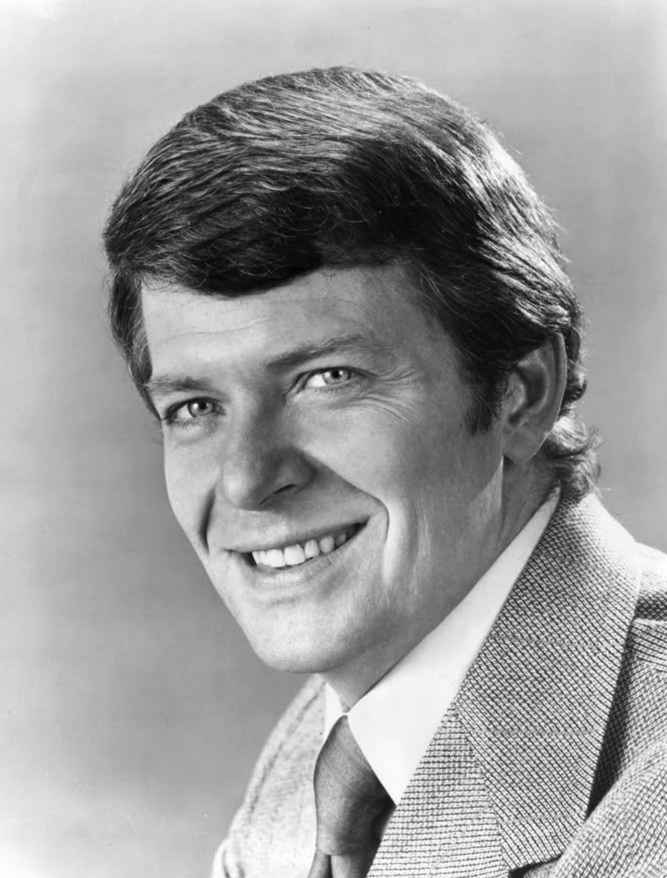

로버트 리드(Robert Reed, 1932년 10월 19일 ~ 1992년 5월 12일)는 미국의 배우, 연극 배우, 텔레비전 배우, 영화배우, 영화 감독, 음악가, 감독, 텔레비전 감독이다.
하일랜드파크에서 태어났으며 패서디나에서 사망하였다. 사인은 대장암이다. 일리노이주에 매장되었다.

## 방송
- 뿌리
- 야망의 계절
- 브래디 번치

## 영화
- 살인 표적 (1991년)
- 호텔 - 시리즈 (1983년)
- 베틀스타 갤럭티카 3 (1980년)
- 꿈꾸는 낙원 (1978년)
- 사랑의 유람선 (1977년)
- 뿌리 (1977년)
- 야망의 계절 (1976년)
- 사랑의 승리 (1976년)
- 미녀 삼총사 - TV 시리즈 (1976년)
- 닥터 게논 (1969년)
- 개구쟁이 6남매 (1969년)
- 하와이 5-0수사대 (1968년)
- 스타 (1968년)
- 디즈니랜드 (1954년) - 캡틴 존 C. 프레몽 역